# Cyrtowithius tumuliferus
Espèce
Synonymes
- Chelifer tumuliferus Tullgren, 1908

Cyrtowithius tumuliferus est une espèce de pseudoscorpions de la famille des Withiidae.

## Distribution
Cette espèce se rencontre en Afrique du Sud et en Namibie.

## Publication originale
- Tullgren, 1908 : Pseudoscorpionina (Chelonethi). Zoologische und Anthropologische ergebnisse einer Forschungsreise im westlichen und zentralen Südafrika ausgeführt in den Jahren 1903-1905. Denskschriften der Medizinisch-Naturwissenschaftlichen Gesellschaft zu Jena, vol. 13, p. 283-288 (texte intégral).